# Збљево
Збљево је насеље у општини Пљевља у Црној Гори. Према попису из 2003. било је 180 становника (према попису из 1991. било је 169 становника).
Село је угрожено депонијом Маљевац која се простире на 55 хектара и састоји се од пепела Термоелектране Пљевља.

## Демографија
У насељу Збљево живи 127 пунолетних становника, а просечна старост становништва износи 35,7 година (29,8 код мушкараца и 41,6 код жена). У насељу има 52 домаћинства, а просечан број чланова по домаћинству је 3,46.
Ово насеље је углавном насељено Србима (према попису из 2003. године).
|  |

| Демографија | Демографија | Демографија |
| Година      | Становника  | Становника  |
| ----------- | ----------- | ----------- |
|             |             |             |
|             |             |             |
|             |             |             |
|             |             |             |
| 1948.       | 142         |             |
| 1953.       | 284         |             |
| 1961.       | 210         |             |
| 1971.       | 200         |             |
| 1981.       | 192         |             |
| 1991.       | 169         | 169         |
| 2003.       | 180         | 180         |
|             |             |             |

| Етнички састав према попису из 2003.‍ | Етнички састав према попису из 2003.‍ | Етнички састав према попису из 2003.‍ | Етнички састав према попису из 2003.‍ | Етнички састав према попису из 2003.‍ |
| ------------------------------------ | ------------------------------------ | ------------------------------------ | ------------------------------------ | ------------------------------------ |
|                                      |                                      |                                      |                                      |                                      |
| Срби                                 | Срби                                 |                                      | 144                                  | 80,0%                                |
| Црногорци                            | Црногорци                            |                                      | 35                                   | 19,44%                               |
| Хрвати                               | Хрвати                               |                                      | 1                                    | 0,55%                                |
| непознато                            | непознато                            |                                      | 0                                    | 0,0%                                 |

| Година пописа     | 1948. | 1953. | 1961. | 1971. | 1981. | 1991. | 2003. |
| ----------------- | ----- | ----- | ----- | ----- | ----- | ----- | ----- |
| Број домаћинстава | 29    | 57    | 40    | 45    | 41    | 47    | 52    |

| Број чланова      | 1  | 2  | 3  | 4 | 5  | 6 | 7 | 8 | 9 | 10 и више | Просек |
| ----------------- | -- | -- | -- | - | -- | - | - | - | - | --------- | ------ |
| Број домаћинстава | 52 | 10 | 14 | 3 | 10 | 6 | 4 | 3 | 1 | 0         | 1      |

| Пол    | Укупно | Неожењен/Неудата | Ожењен/Удата | Удовац/Удовица | Разведен/Разведена | Непознато |
| ------ | ------ | ---------------- | ------------ | -------------- | ------------------ | --------- |
| Мушки  | 62     | 4                | 36           | 0              | 0                  | 22        |
| Женски | 77     | 10               | 37           | 18             | 0                  | 12        |
| УКУПНО | 139    | 14               | 73           | 18             | 0                  | 34        |

| Пол    | Укупно                    | Пољопривреда, лов и шумарство | Рибарство                            | Вађење руде и камена | Прерађивачка индустрија       |
| ------ | ------------------------- | ----------------------------- | ------------------------------------ | -------------------- | ----------------------------- |
| Мушки  | 23                        | 1                             | 0                                    | 3                    | 5                             |
| Женски | 11                        | 1                             | 0                                    | 1                    | 1                             |
| УКУПНО | 34                        | 2                             | 0                                    | 4                    | 6                             |
| Пол    | Производња и снабдевање   | Грађевинарство                | Трговина                             | Хотели и ресторани   | Саобраћај, складиштење и везе |
| Мушки  | 1                         | 1                             | 1                                    | 0                    | 3                             |
| Женски | 0                         | 0                             | 1                                    | 1                    | 0                             |
| УКУПНО | 1                         | 1                             | 2                                    | 1                    | 3                             |
| Пол    | Финансијско посредовање   | Некретнине                    | Државна управа и одбрана             | Образовање           | Здравствени и социјални рад   |
| Мушки  | 0                         | 0                             | 4                                    | 1                    | 0                             |
| Женски | 0                         | 1                             | 1                                    | 0                    | 1                             |
| УКУПНО | 0                         | 1                             | 5                                    | 1                    | 1                             |
| Пол    | Остале услужне активности | Приватна домаћинства          | Екстериторијалне организације и тела | Непознато            | Непознато                     |
| Мушки  | 0                         | 0                             | 0                                    | 3                    | 3                             |
| Женски | 0                         | 0                             | 0                                    | 3                    | 3                             |
| УКУПНО | 0                         | 0                             | 0                                    | 6                    | 6                             |